# IC 662
IC 662 је елиптична галаксија у сазвјежђу Лав која се налази на листи објеката дубоког неба у Индекс каталогу.
Деклинација објекта је + 1° 35' 58" а ректасцензија 10h 59m 20,5s. Привидна величина (магнитуда) објекта IC 662 износи 14,3 а фотографска магнитуда 15,3. IC 662 је још познат и под ознакама CGCG 10-56, NPM1G +01.0291, DRCG 21-34, PGC 33091.